# Mallophora ardens
Mallophora ardens är en tvåvingeart som beskrevs av Macquart 1834. Mallophora ardens ingår i släktet Mallophora och familjen rovflugor. Inga underarter finns listade i Catalogue of Life.